# Demerara
Demerara è una regione in Sudamerica che inizialmente fu una colonia olandese e che poi venne conquistata e trasferita all'impero britannico nel 1796 e 1814.
Il 13 agosto 1814 gli inglesi unificarono le colonie di Demerara ed Essequibo in un'unica entità, Demerara-Essequibo. Il 20 novembre 1815 la colonia venne ufficialmente ceduta agli inglesi.
Il 21 luglio 1831 Demerara-Essequibo venne unita a Berbice, formando la Guyana britannica.
La regione era compresa nelle terre irrigate dal fiume Demerara, e la città più importante era Georgetown. Demerara oggi è una delle tre contee della Guyana, le altre sono Berbice ed Essequibo.
Il nome "Demerara" deriva da parole di origine Arawak, "Immenary" o "Dumaruni", che significano "fiume del legno".